# NGC 3188
NGC 3188 est une galaxie spirale barrée située dans la constellation de la Grande Ourse. NGC 3188 a été découverte par l'astronome germano-britannique William Herschel en 1793.

## Caractéristiques
Sa vitesse par rapport au fond diffus cosmologique est de 7 981 ± 11 km/s, ce qui correspond à une distance de Hubble de 117,7 ± 8,2 Mpc (∼384 millions d'al).
La classe de luminosité de NGC 3188 est I-II et elle présente une large raie HI. Elle est aussi une galaxie à sursauts de formation d'étoiles. De plus, NGC 3188 est une galaxie dont le noyau brille dans le domaine de l'ultraviolet et elle est inscrite dans le catalogue de Markarian sous la cote Mrk 31 (MK 31).
Les galaxies NGC 3118 et PGC 30179 (désignée comme NGC 3118A en plusieurs endroits) forment une paire de galaxies, en forte interaction gravitationnelle dont la gravité les déforme, comme on peut le constater sur l'image de l'étude SDSS. PGC 30179 est aussi inscrite dans le catalogue de Markarian sous la cote Mrk 30 (MK 30).
Selon la base de données Simbad, NGC 3188 est une radiogalaxie.
À ce jour, une mesure non basée sur le décalage vers le rouge (redshift) donne une distance d'environ 43,000 Mpc (∼140 millions d'al). Cette valeur est complètement incohérente avec les valeurs de la distance de Hubble.